# Plota (Fatesch)
Plota (russisch Плота) ist ein Weiler (chutor) in der Oblast Kursk in Russland. Er gehört zum Rajon Fatesch und zur Landgemeinde (selskoje posselenije) Rusanowski selsowjet.

## Geographie
Der Ort liegt gut 55 km Luftlinie nordwestlich des Oblastverwaltungszentrums Kursk im südwestlichen Teil der Mittelrussischen Platte, 10 km nordwestlich des Rajonverwaltungszentrums Fatesch, 9,5 km vom Sitz des Dorfsowjet – Bassowka, 99,5 km von der Grenze zwischen Russland und der Ukraine, am Torrente Plota (rechter Nebenfluss des Reut im Becken der Swapa).

### Klima
Das Klima im Ort ist wie im Rest des Rajons kalt und gemäßigt. Es gibt während des Jahres eine erhebliche Niederschlagsmenge. Dfb lautet die Klassifikation des Klimas nach Köppen und Geiger.

## Bevölkerungsentwicklung
| Jahr | Einwohner |
| ---- | --------- |
| 1979 | 45        |
| 2002 | 12        |
| 2010 | 17        |

Anmerkung: Volkszählungsdaten

## Verkehr
Plota liegt 5,5 km von der Fernstraße föderaler Bedeutung M2 „Krim“ als Teil der Europastraße E105, 5 km von der Straße regionaler Bedeutung 38K-038 (Fatesch – Dmitrijew), 1 km von der Straße interkommunaler Bedeutung 38N-675 (38K-038 – Nischni Reut – Puttschino) und 24 km vor nächsten Eisenbahnhaltestelle 34 km (Eisenbahnstrecke Arbusowo – Luschki-Orlowskije) entfernt.
Der Ort liegt 177 km vom internationalen Flughafen von Belgorod entfernt.